# Izraeli Munkáspárt
Az Izraeli Munkáspárt (héberül:מִפְלֶגֶת הָעֲבוֹדָה הַיִּשְׂרְאֵלִית) egy izraeli szociáldemokrata, cionista politikai párt.

## Ideológiája
A párt szociáldemokrata szellemiség mentén a szociális piacgazdaságot támogatja jelentős jóléti programokkal. A hidegháború idején külpolitikában elkötelezetten támogatta az Egyesült Államokat. Biztonsági kérdésekben fontosnak tartja a  Palesztinával való tartós béke megteremtését. Más baloldali pártokkal együtt elkötelezett híve a demokráciának, és Izraelt demokratikus állammá szeretné változtatni. A párt az emberi jogok fontosságát hirdeti.

## A párt elnökei
- Lévi Eskól 1968–1969
- Golda Meir 1969–1974
- Jichák Rabin 1974–1977
- Simón Peresz 1977–1992
- Jichák Rabin 1992–1995
- Simón Peresz 1995–1997
- Ehúd Bárák 1997–2001
- Benjámin Bel-Eliézer 2001–2002
- Amram Micná 2002–2003
- Simón Peresz 2003–2005
- Ámir Perec 2005–2007
- Ehúd Bárák 2007–2011
- Michael Haris 2011 (helyettes)[5]
- Shelly Yachimovich 2011–2013
- Jichák Hercog 2013–2017
- Ávi Gábái 2017–2019
- Amir Perec 2019-2021[6]
- Meráv Michaeli (Kasztner Rezső unokája) 2021. januártól[7]